# Elezioni primarie del Partito Repubblicano del 1992 (Stati Uniti d'America)
Le elezioni primarie del Partito Repubblicano del 1992 furono lo strumento di selezione attraverso il quale gli elettori del Partito Repubblicano scelsero il loro candidato per le elezioni presidenziali del 1992. Il presidente in carica George H. W. Bush vinse dopo una serie di elezioni primarie e caucus culminati con la Convention Nazionale Repubblicana che si tenne dal 17 al 20 agosto 1992 a Houston, Texas.